# Lawrence Harold Welsh
Lawrence Harold Welsh (Winton, 1º febbraio 1935 – Saint Paul, 13 gennaio 1999) è stato un vescovo cattolico statunitense.

## Biografia
Monsignor Lawrence Harold Welsh nacque a Winton, Wyoming, il 1º febbraio 1935 da Lawrence H. "Jarbo" Welsh e Mary Teresa (nata Fornengo).

### Formazione e ministero sacerdotale
Studiò all'Università del Wyoming, alla St. John's University di Collegeville, Minnesota, e al seminario "San Giovanni" di Collegeville.
Il 26 maggio 1962 fu ordinato presbitero per la diocesi di Rapid City. In seguito fu vicario parrocchiale della parrocchia di San Paolo a Belle Fourche, vicario parrocchiale della cattedrale di Nostra Signora del Perpetuo Soccorso a Rapid City e cancelliere vescovile dal 1973 alla nomina episcopale.

### Ministero episcopale
Il 6 novembre 1978 papa Giovanni Paolo II lo nominò vescovo di Spokane. Ricevette l'ordinazione episcopale il 14 dicembre successivo dall'arcivescovo metropolita di Seattle Raymond Gerhardt Hunthausen, coconsacranti il vescovo di Rapid City Harold Joseph Dimmerling e il vescovo emerito di Spokane Bernard Joseph Topel.
L'episcopato di monsignor Welsh fu segnato dal suo coinvolgimento in diversi casi di cronaca. Il 9 settembre 1986 gli agenti del dipartimento di polizia di Spokane furono incaricati di indagare sull'accusa che il presule avesse tentato di strangolare una prostituta a Chicago. L'accusatore disse che il vescovo potrebbe aver commesso un omicidio in passato. Monsignor Welsh ammise alla polizia che aveva preso una tossicodipendente e che la aveva portata nella sua stanza d'albergo per un consiglio. Dopo ulteriori domande, monsignor Welsh ammise di aver messo le mani su tutto il corpo della vittima. In seguito fu scagionato dall'accusa di omicidio.
È stato affermato che monsignor Welsh fece poco contro i sacerdoti della sua diocesi che avevano abusato sessualmente di minori perché questo avrebbe potuto minacciare di rivelare le proprie attività con prostitute. Monsignor Welsh venne in particolare accusato di aver trasferito padre Patrick O'Donnell in un'altra parrocchia dopo che tre famiglie lo avevano accusato di abusi sessuali di bambini.
Il 17 aprile 1990 papa Giovanni Paolo II accettò la sua rinuncia al governo pastorale della diocesi. Tempo prima era stato arrestato per guida in stato di ebbrezza.
Il 5 novembre 1991 lo stesso pontefice lo nominò vescovo ausiliare di Saint Paul e Minneapolis e titolare di Aulona. Prestò servizio come vicario episcopale per gli affari ispanici e per il vicariato occidentale dell'arcidiocesi. Inoltre settimanalmente visitava vari siti di beneficenza all'interno dell'arcidiocesi.
In seno alla Conferenza statunitense dei vescovi cattolici fu presidente della commissione per la regione VIII, membro del comitato per la vita e il ministero e membro del comitato amministrativo.
Morì a Saint Paul il 13 gennaio 1999 all'età di 63 anni dopo una lunga malattia. Parlando di lui monsignor Harry Joseph Flynn, arcivescovo metropolita di Saint Paul e Minneapolis, disse: "Il vescovo Welsh era un uomo straordinario e un servitore pieno di fede nella Chiesa. Aveva un dono speciale per toccare gli altri con il suo umorismo e la sua sincera testimonianza del Vangelo di Gesù Cristo. Mancherà molto a questa arcidiocesi e a tutti coloro che ha servito". Le esequie si tennero il 19 gennaio alle ore 14 nella cattedrale di San Paolo a Saint Paul e furono presiedute da monsignor Harry Joseph Flynn. Il giorno successivo alle ore 12 nella chiesa dello Spirito Santo a Rock Springs si tenne una messa in suffragio. Al termine del rito fu sepolto nel cimitero cittadino.

## Genealogia episcopale
La genealogia episcopale è:
- Cardinale Scipione Rebiba
- Cardinale Giulio Antonio Santori
- Cardinale Girolamo Bernerio, O.P.
- Arcivescovo Galeazzo Sanvitale
- Cardinale Ludovico Ludovisi
- Cardinale Luigi Caetani
- Cardinale Ulderico Carpegna
- Cardinale Paluzzo Paluzzi Altieri degli Albertoni
- Papa Benedetto XIII
- Papa Benedetto XIV
- Cardinale Enrico Enriquez
- Arcivescovo Manuel Quintano Bonifaz
- Cardinale Buenaventura Córdoba Espinosa de la Cerda
- Cardinale Giuseppe Maria Doria Pamphilj
- Papa Pio VIII
- Papa Pio IX
- Cardinale Alessandro Franchi
- Cardinale Giovanni Simeoni
- Cardinale Antonio Agliardi
- Cardinale Basilio Pompilj
- Cardinale Adeodato Piazza, O.C.D.
- Cardinale Egidio Vagnozzi
- Arcivescovo Raymond Gerhardt Hunthausen
- Vescovo Lawrence Harold Welsh